# 格德勒宮

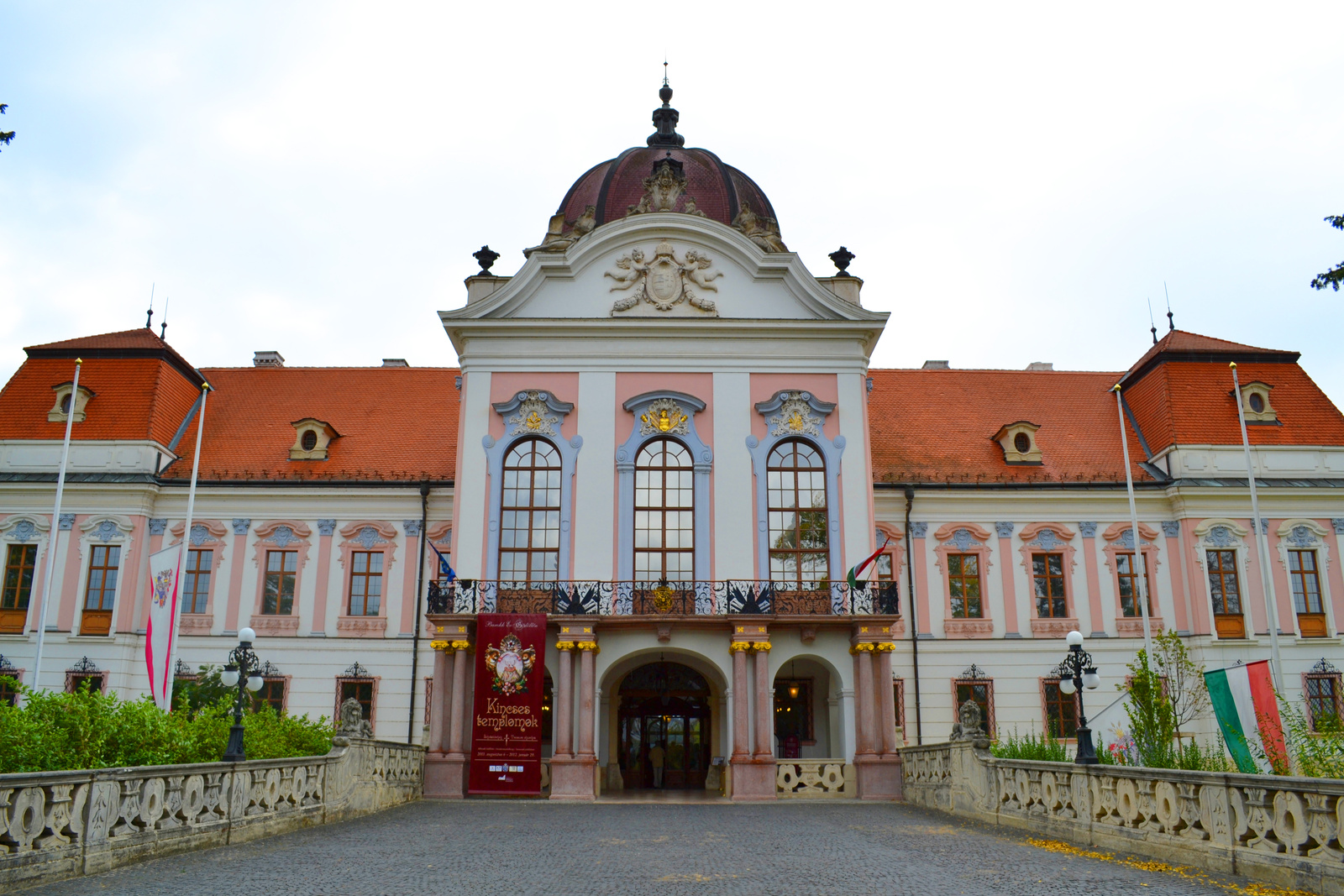

格德勒宮（德語：Schloss Gödöllő）是位於匈牙利首都布達佩斯郊外格德勒的一座建築。格德勒宮是茜茜公主最喜歡的場所。

## 外部連結
- 维基导游上有關Gödöllő的旅行指南
- The Royal Palace of Gödöllő （页面存档备份，存于）

47°35′46″N 19°20′52″E / 47.59611°N 19.34778°E